# Leon Metcalf
Leon Vinnedge Metcalf (Berlin Heights, 18 mei 1899 – LaPorte County, 25 juli 1993) was een Amerikaans componist, muziekpedagoog, dirigent, trombonist en Linguïst. Voor bepaalde werken gebruikte hij de pseudoniemen: F.E. Noel, Vincent Vitelle, Leo Vitello.

## Levensloop
Metcalf werkte in de jaren 1920 als trombonist in de circusorkesten van Foley and Burke alsook Al G. Barnes Minstrels mee. Daarnaast begon hij een studie aan de Universiteit van Wisconsin in Milwaukee, waar hij ook dirigent was van het harmonieorkest. In 1925 werd hij dirigent van het harmonieorkest aan de "South High School" in Grand Rapids en wisselde achtereenvolgens als dirigent van de blaasorkesten in 1928 aan de "Froebel School" in Gary, in 1930 in Hartland Township (Michigan) en in 1938 aan het California Institute of Technology (Caltech) in Pasadena. In Hartland was hij eveneens dirigent van het Community Chorus "The Messiah". In 1963 werd hij gepensioneerd en trok zich terug van het muziekleven om antropologisch onderzoek te beginnen in Peru en maakte een research over randgroepen van het maatschappelijk leven.
Als componist schreef hij werken voor diverse genres (orkesten, harmonieorkesten, vocale muziek en kamermuziek). Verder was hij bezig als auteur van artikelen in de magazines Musical Enterprise en Educational Music Magazine. Bij de muziekuitgeverij van Fillmore Brothers Company publiceerde hij ook boeken.

## Composities

### Werken voor orkest
- Hopak, voor strijkorkest
- Hoedown, voor strijkorkest[2]
- Minuet and Trio, voor strijkorkest
- Steptoe, voor strijkorkest
- The Ash Grove, voor strijkorkest
- Two Russian Songs, voor strijkorkest

### Werken voor harmonieorkest
- 1924 Alaska Overture
- 1925 The Bondman, ouverture
- 1930 Dutch Choral
- 1931 Intermezzo
- 1931 Rondo Abaca
- 1935 Czech Holiday
- 1935 Magyar Nepdal
- 1940 Concertino Ridicolo, voor klarinet en harmonieorkest
- 1949 Foghorn Serenade
- 1954 Make Way for Melody, mars voor harmonieorkest
- Mountaineers
- Troop C.

### Vocale muziek

#### Werken voor koor
- Sight – Singing And Tune, voor gemengd koor

### Kamermuziek
- 1934 Thana, voor klarinet en piano
- 1949 Cariño, voor klarinet en piano

## Publicaties
- Transition Band Book, Cincinnati, Fillmore Brothers Co., 1930.
- The Folk Tune Band Book, Cincinnati, Fillmore Brothers Co., 1930.
- The Fillmore Second Reader Band Book, Cincinnati, Fillmore Brothers Co., 1931.
- The Big six Band Book, Cincinnati, Fillmore Brothers Co., 1935.
- Phonics in Song – The Enjoyment of Music as a basic tool in learning to read, Mott Media, 76 p., ISBN 978-0-880-62146-5